# مسجد التوبة (دمنهور)
مسجد التوبة هو أحد المساجد التاريخية في مدينة دمنهور بمحافظة البحيرة في مصر. يُعتبر من أقدم المساجد في مصر تأسس عام 21 هـ (642م)، ويعد ثاني أقدم مسجد في قارة إفريقيا بعد مسجد عمرو بن العاص في القاهرة. يُعرف المسجد بموقعه في وسط المدينة، ويُعتبر واحدًا من المعالم الدينية الهامة في المنطقة.

## تاريخ
تأسس مسجد التوبة في عام 21 هـ (642م) على يد القائد العسكري عمرو بن العاص أثناء فتح مصر، ويُعد أحد المساجد الأولى التي بنيت في مصر بعد الفتح الإسلامي. على مر العصور، شهد المسجد العديد من الترميمات والتجديدات نتيجة لعوامل الزمن والحروب، لكنه ظل مركزًا هامًا للعبادة والتجمع الاجتماعي والديني في دمنهور.

## الموقع
يقع المسجد في وسط مدينة دمنهور بالقرب من محطة القطار، وهو جزء من النسيج العمراني والتاريخي للمدينة. يمثل المسجد أحد المعالم البارزة في دمنهور، ويعد نقطة التقاء للعديد من سكان المدينة.

## عمارة
مر المسجد بالعديد من التعديلات على مر العصور، حيث تأثرت عماراته بالأساليب المعمارية المختلفة، مما يجعله شاهدًا على تطور العمارة الإسلامية في مصر. في عام 2015، تم البدء في عملية ترميم المسجد بتكلفة كبيرة لضمان الحفاظ على هيكله المعماري وحمايته من التدهور. اشتملت أعمال الترميم على تجديد الزخارف الداخلية وإعادة تصميم المساحات لتتناسب مع احتياجات المصلين.

## ترميمات
في عام 2021، تم افتتاح المسجد بعد الانتهاء من أعمال ترميمه. تم الحفل بحضور عدد من المسؤولين المحليين وقيادات [[وزارة الأوقاف المصرية]]، حيث ألقى وكيل وزارة الأوقاف بالبحيرة كلمة تناول فيها أهمية المسجد ودوره في تعزيز القيم الدينية والتوعية المجتمعية.

## معرض الصور

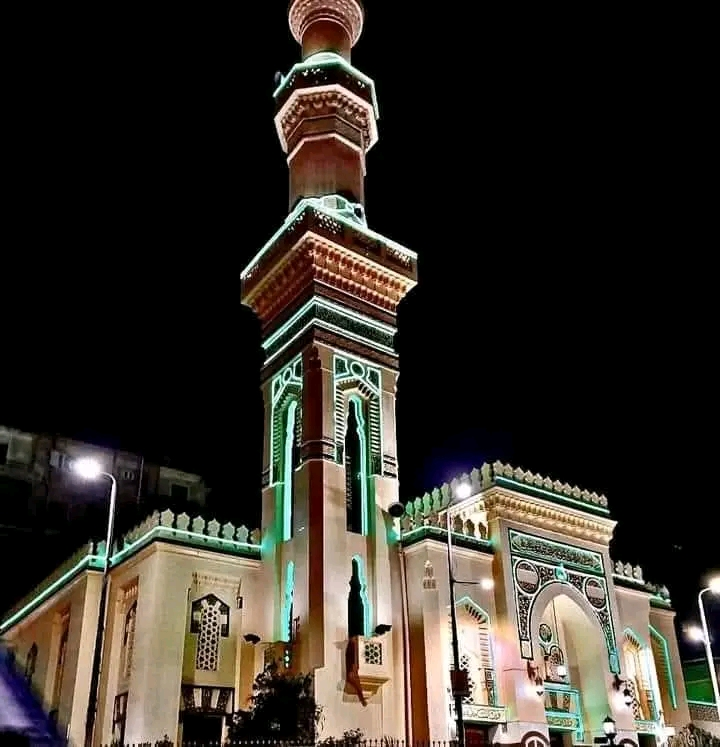
مسجد التوبة بدمنهور

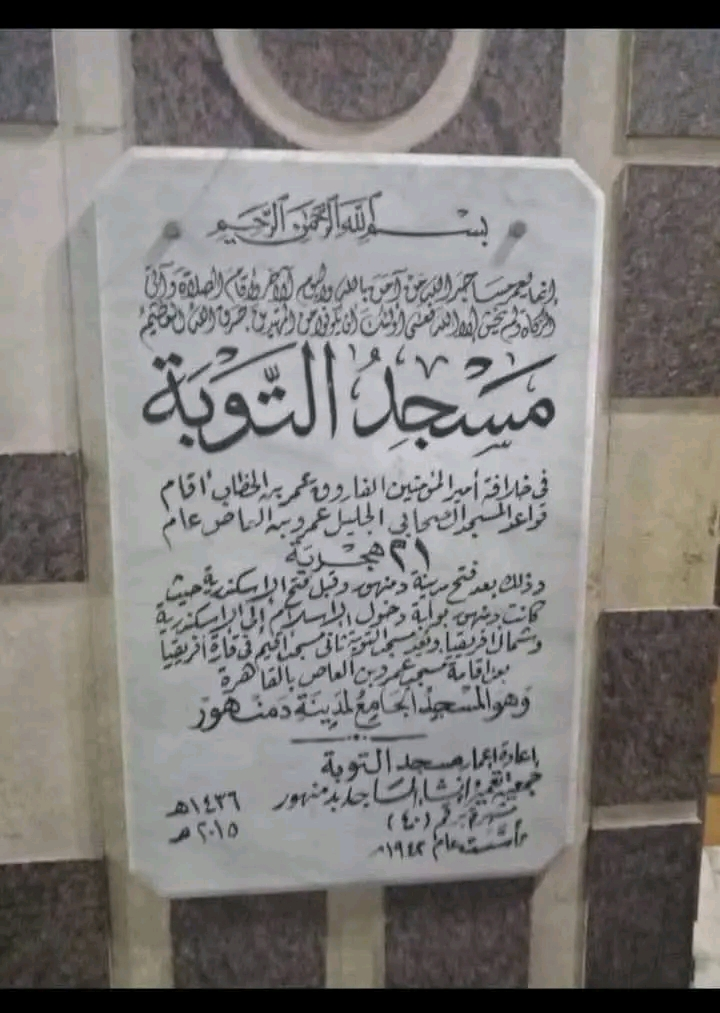
مسجد التوبة بدمنهور أقدم المساجد بأفريقيا

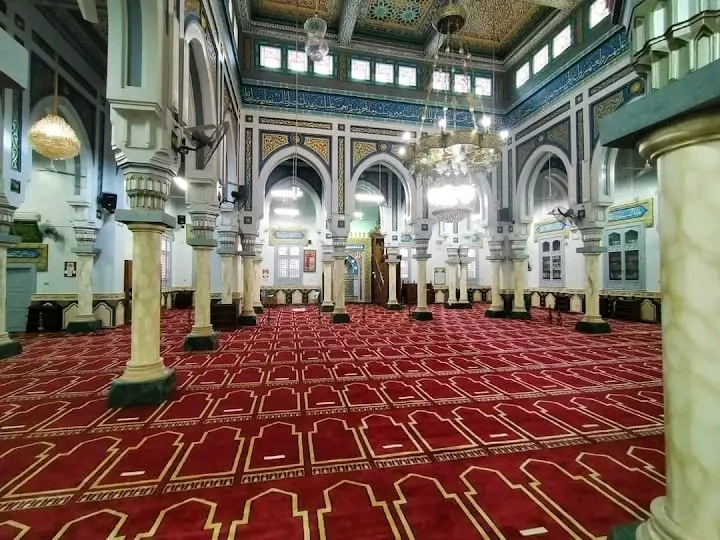
Al-Tawbah Mosque Damanhur

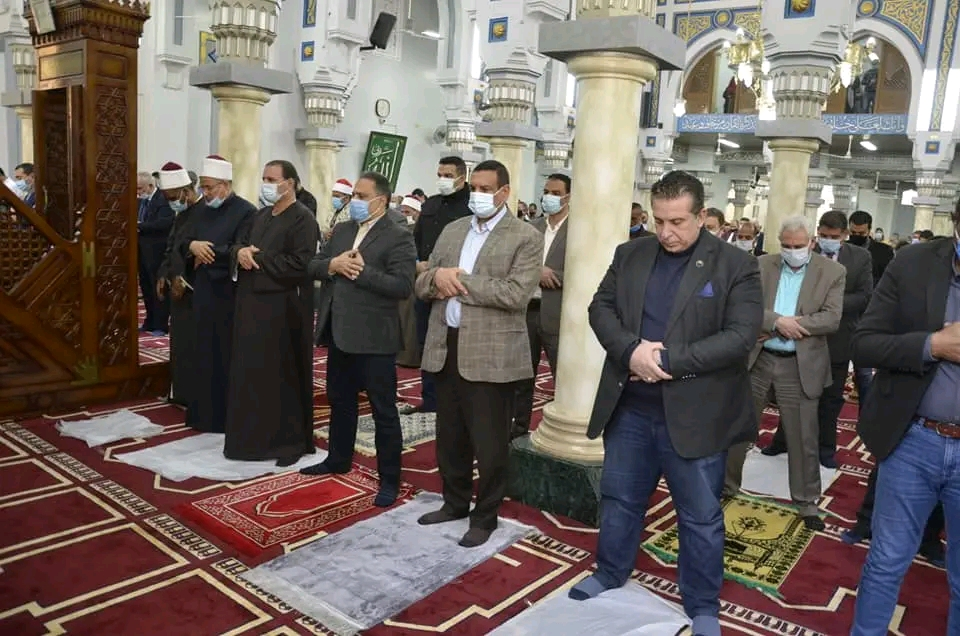
Al-Tawbah Mosque Damanhur

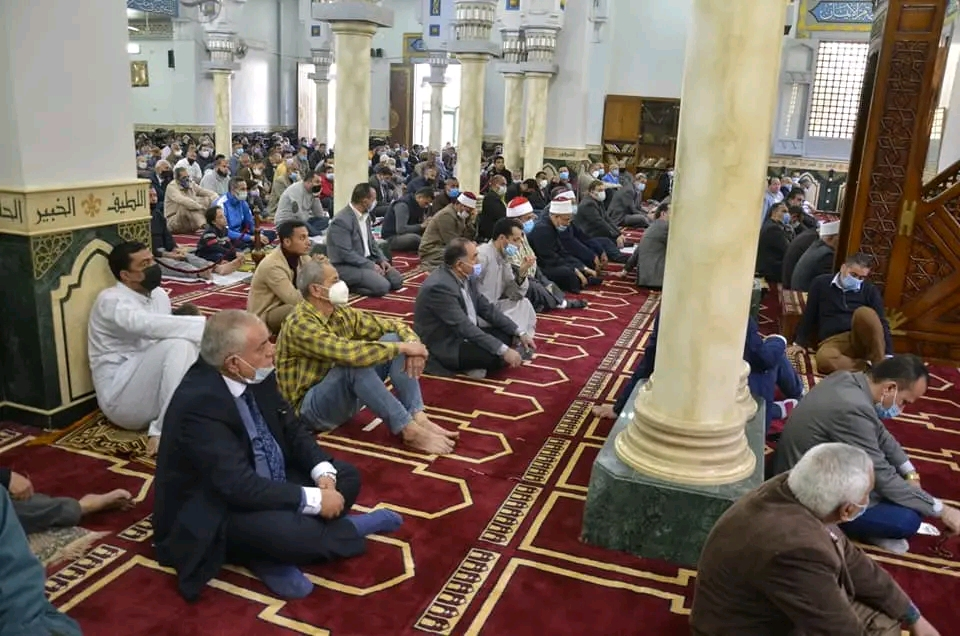
Al-Tawbah Mosque Damanhur